# Тондж
Тондж (англ. Tonj) — город в центральной части Южного Судана, на территории округа Южный Тондж штата Вараб.

## Географическое положение
Город находится в южной части провинции, на левом берегу одноимённой реки, на расстоянии приблизительно 136 километров к юго-востоку от Кваджока, административного центра штата и на расстоянии 414 километров к северо-западу от столицы страны Джубы. Абсолютная высота — 427 метров над уровнем моря.

## Население
По данным официальной переписи 2008 года численность населения составляла 30 180 человек.
Динамика численности населения города по годам:
| 2008   | 2013   |
| ------ | ------ |
| 30 180 | 30 910 |

В этническом составе населения преобладают представители народов динка и бонго.

## Транспорт
На западной окраине города расположен одноимённый аэропорт (ICAO: HSTO).